# Marie-Thérèse Colimon-Hall
Marie-Thérèse Colimon-Hall (nhũ danh Colimon, ngày 11 tháng 4 năm 1918 - tháng 4 năm 1997), là một nhà văn người Haiti.
Sinh ra ở Port-au-Prince, Colimon bắt đầu sự nghiệp viết lách của mình và xuất bản năm vở kịch từ năm 1949 đến 1960. Năm 1974, cô xuất bản cuốn tiểu thuyết đầu tiên và nổi tiếng nhất của mình, Fils de Misère. Cô cũng viết tiểu luận, truyện ngắn và văn học thiếu nhi. Những quan sát sắc sảo của Colimon về cuộc đấu tranh chống đói nghèo của người dân Haiti đã mang đến sự đặc biệt sâu sắc cho tác phẩm của cô, như Fils de Misère đã thể hiện. Trong Les Chants des sirenes, tập truyện ngắn của cô, cô đã khám phá tác động đau đớn của cộng đồng người Haiti đối với cả những cá nhân lưu vong và cộng đồng Haiti. Cô là một trong những thành viên ban đầu của Liên minh nữ quyền vì hành động xã hội.

## Ghi âm từ Thư viện Quốc hội
Marie-Thérèse Colimon Hall đọc từ tác phẩm của chính mình (1980). 